# John Turk
John Turk é um fisiculturista, personal trainer, ex-oficial de polícia de Chicago, e ator. É reconhecido no mundo dos videogames como o ator que interpretou inúmeros personagens da série de jogos de luta da Midway, Mortal Kombat.
John se bacharelou na Universidade Estadual de Illinois em educação física, também se formando em nutricionismo. Ele competiu em vários concursos de fisiculturismo, mantendo títulos como Mr. Illinois. John é um rosto familiar na indústria do fitness e apareceu na capa de revistas como Muscle & Fitness, Physical e Planet Muscle.
Na série de jogos de luta Mortal Kombat, John interpretou os personagens Sub-Zero e Shang Tsung em Mortal Kombat 3. Nas futuras atualizações de Mortal Kombat 3, Ultimate Mortal Kombat 3 e Mortal Kombat Trilogy, ele também interpretou todos os personagens ninja não-ciborgues – Sub-Zero Clássico, Scorpion, Reptile, Smoke, Rain, Ermac, Noob Saibot, e Chameleon. Além disso, ele reprisou o papel do Sub-Zero Clássico no jogo Mortal Kombat Mythologies: Sub-Zero, providenciando também a voz do personagem.
John também trabalhou como dublador para os personagens Vlad e Reptillor em um dos episódios ("Poker, Mon") da série animada online Press Start: Bonus Levels.
Ele apareceu também em dois episódios do seriado Prison Break: "Riots, Drills And The Devil" (partes I e II), onde o personagem que ele interpretava tinha o mesmo nome, Turk.
Em 2008, John apareceu em um pequeno papel como guarda-costas na seqüência de Batman Begins, The Dark Knight.